# Hesperornithoides miessleri
Hesperornithoides miessleri es la única especie conocida del género extinto Hesperornithoides de dinosaurio terópodo trodóntido que vivió a finales del período Jurásico, hace aproximadamente entre 157 y 145 millones de años, entre el Kimmeridgiense y el Titoniense, en lo que hoy es Norteamérica.

## Descripción
La longitud del individuo del holotipo se estimó en 2019 en ochenta y nueve centímetros. Este tamaño corporal es bastante limitado para un trodóntido.
.

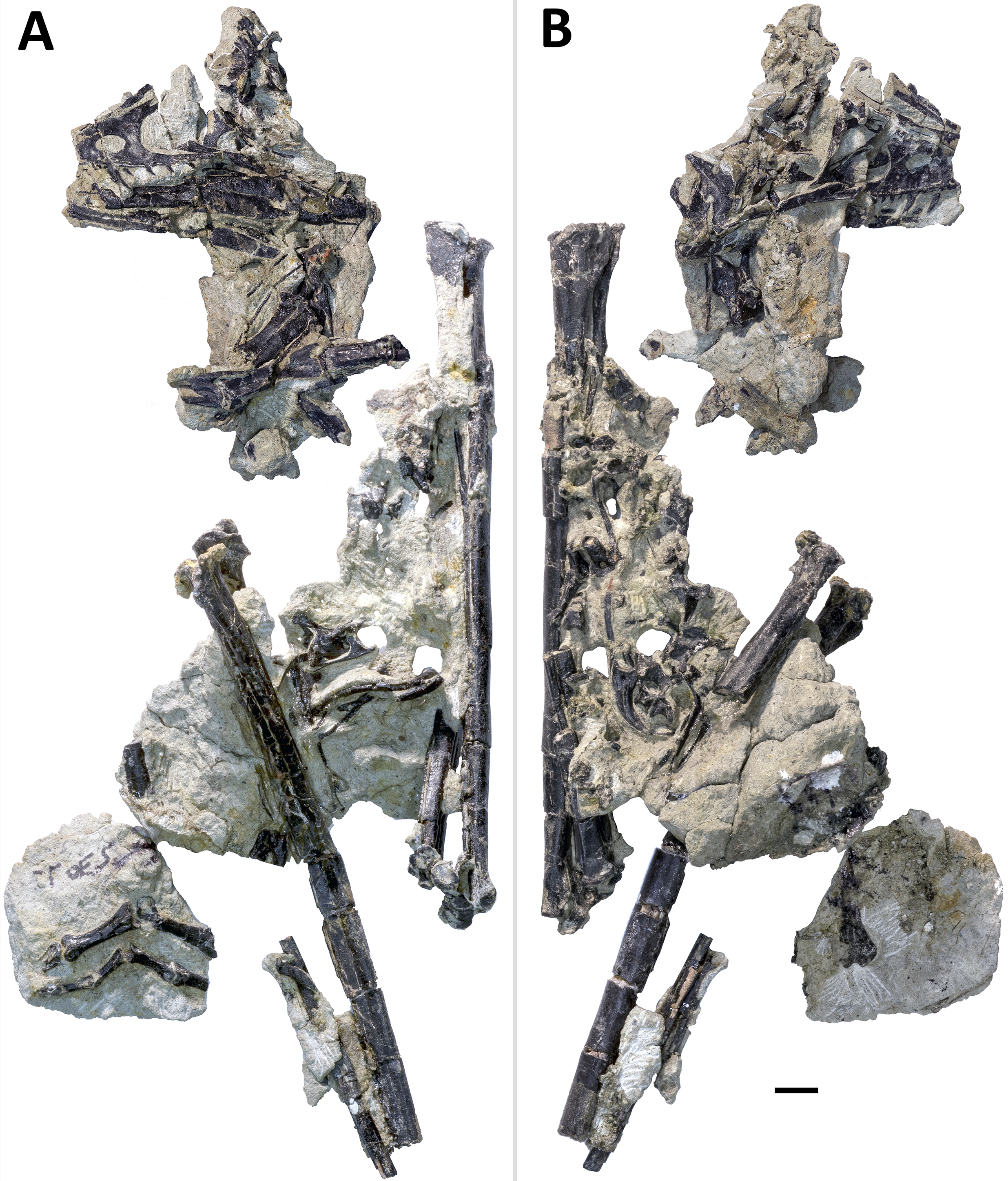
Los bloques del espécimen holotipo

Los autores de la descripción científica establecieron algunos rasgos derivados o apomórficos en relación con los Paraves. El hueso yugular está neumatizado. El ramo posterior del hueso lagrimal es corto, con menos del 15% de la longitud del ramo descendente, medido desde la esquina interna hacia abajo. El hueso cuadrado es parte del borde exterior del foramen paraquadraticum. En la mandíbula la abertura externa lateral es pequeña, con menos de un octavo de la longitud de la mandíbula completa. En el húmero, la cresta hacia el cóndilo interno representa más del 15% de la anchura distal total distal del elemento. La tercera garra de la mano es casi tan grande la segunda garra. La esquina inferior interna de la tibia se proyecta hacia el frente.

## Descubrimiento e investigación

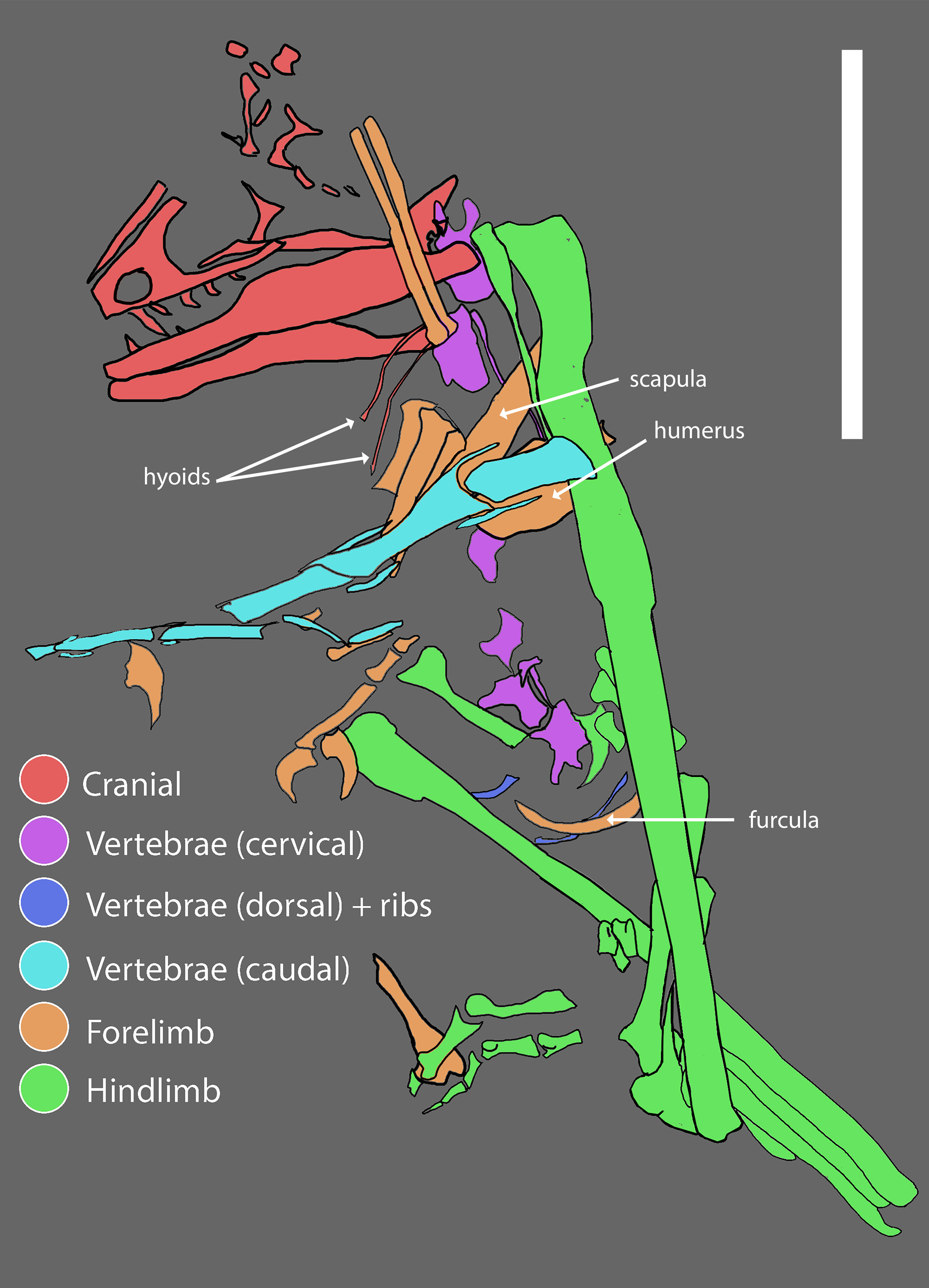
Disposición de los huesos antes de su preparación.

En 2001, un equipo de campo del Museo Tate supervisado por Wahl descubrió el fósil en rocas de la Cantera Jimbo al este de la Formación Morrison, en el Estado de Wyoming, Estados Unidos, sobrepuestas al sitio de excavación del saurópodo Supersaurus vivianae, cerca de Douglas (Wyoming). La posición estratigráfica del sitio fue cuidadosamente documentada por los recolectores y detallada en el artículo de Lovelace, 2006. El descubrimiento fue anunciado en el 2003 en la reunión anual de la Sociedad Paleontológica de Vertebrados. Ese mismo año el espécimen fue donado a la Fundación Big Horn Basin, la cual se unió en 2016 al Wyoming Dinosaur Center, Inc.
En 2019, la especie tipo Hesperornithoides miessleri fue nombrada y descrita por Scott Hartman, Mickey Mortimer, William Wahl, Dean R. Lomax, Jessica Lippincott y David M. Lovelace. El nombre del género deriva de griego Ἑσπερίς, Hesperis, "oeste", ὄρνις, ornis, "ave", y ~eides, "forma". El nombre de la especie es en honor de la familia Miessler, por su apoyo al proyecto.
El espécimen holotipo, catalogado como WYDICE-DML-001, apodado Lori, fue hallado en una capa media de la Formación Morrison la cual data del Titoniense. Consiste de un esqueleto parcial con cráneo. Incluye la parte posterior del cráneo con las mandíbulas, el hioides, cinco vértebras del cuello, la primera vértebra del dorso, doce vértebras de la cola, una costilla, cheurones, la parte izquierda de la cintura escapular, el húmero derecho, el brazo izquierdo, una pieza de fémur, y las partes inferiores de las patas derecha e izquierda sin los dedos del pie derecho. El esqueleto estaba parcialmente articulado. Representa a un individuo subadulto o adulto.

## Clasificación

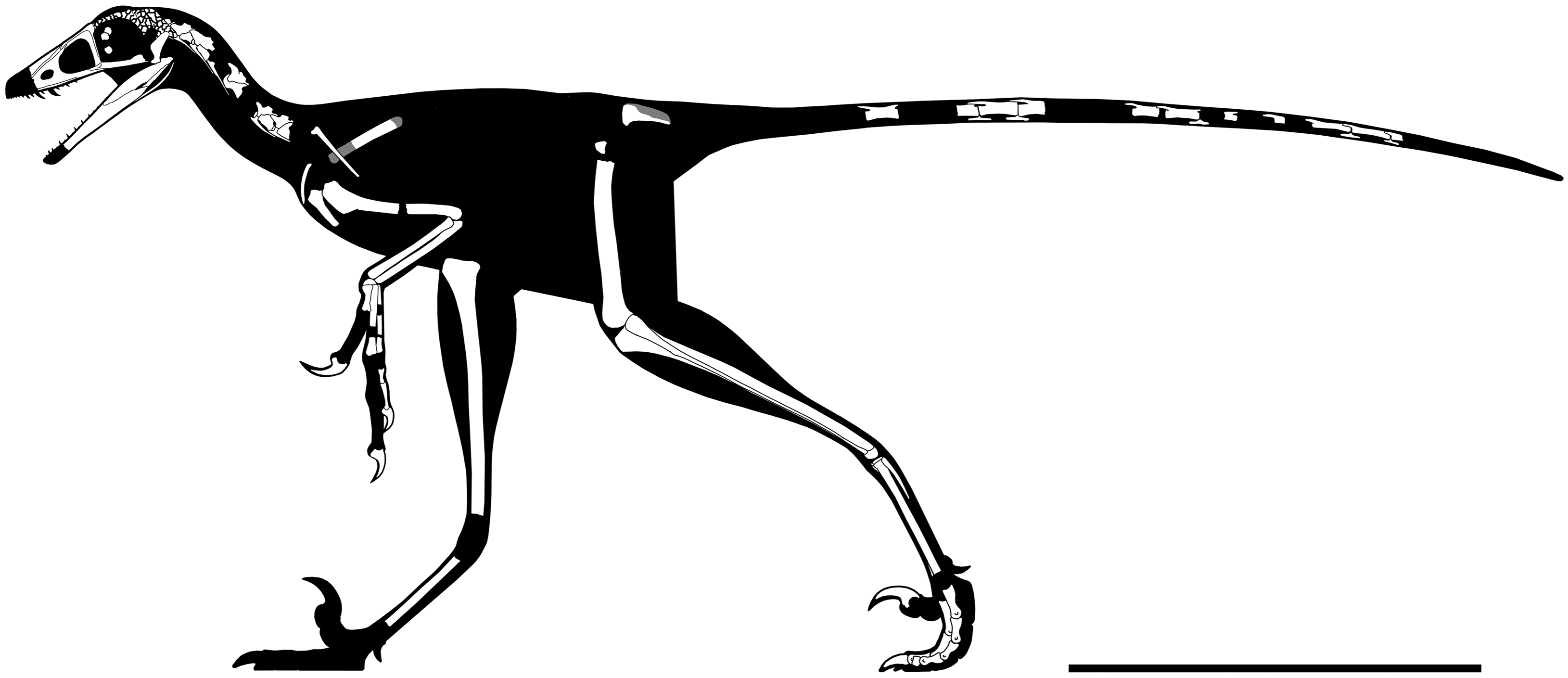
Reconstrucción del esqueleto holotipo.

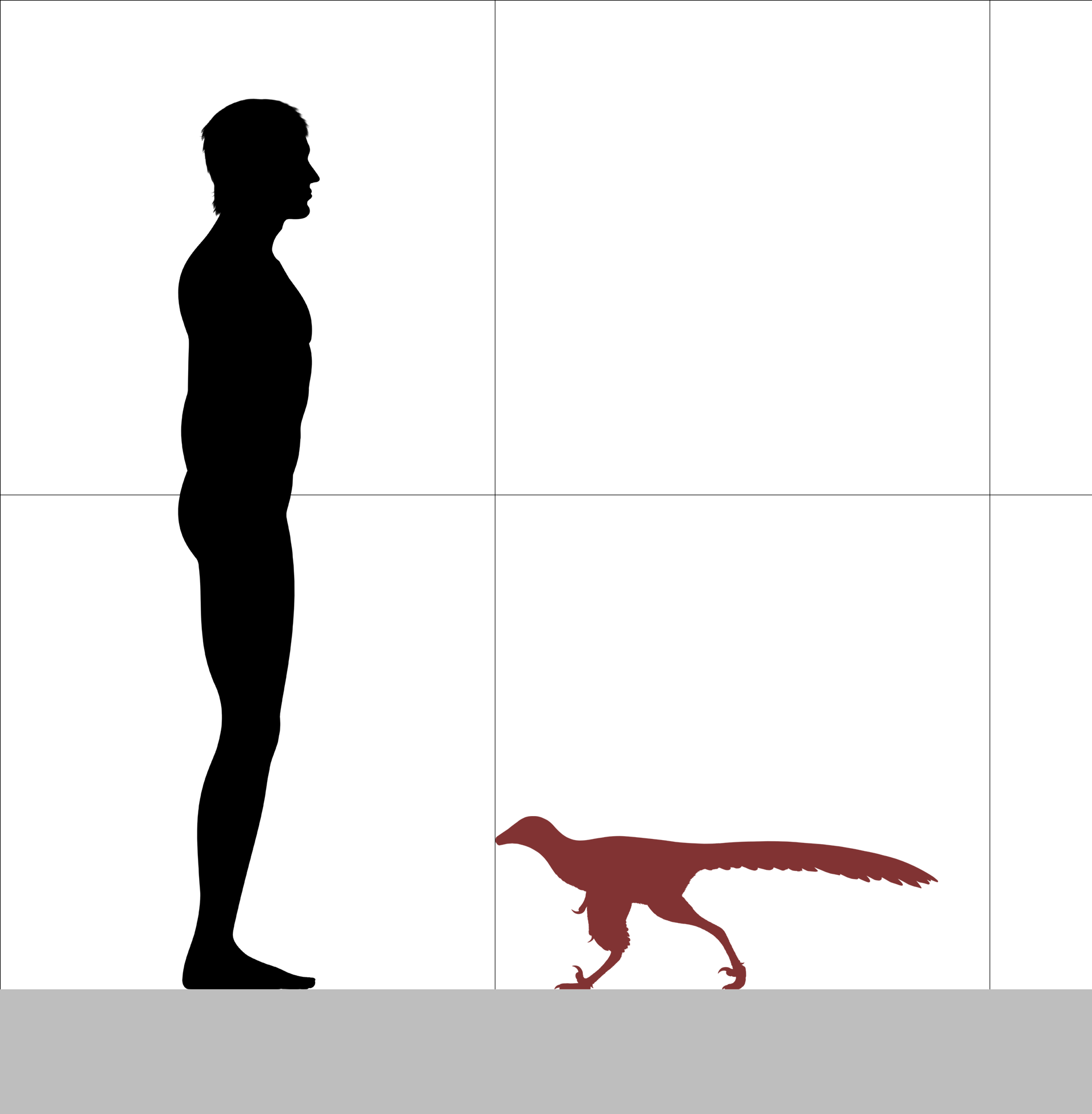
Comparación de tamaño con un humano.

Un estudio filogenético publicado en el resumen de una conferencia ubicó al espécimen, entonces conocido como "Lori", como cercano a Sinornithoides. Análisis filogenéticos sin publicar presentados en la conferencia de la SVP en 2017 determinaron que "Lori" era un pariente de Sinovenator. La presencia de este avanzado maniraptorano junto con varios otros géneros, tales como Anchiornis y Eosinopteryx en sedimentos del Jurásico es una contundente refutación al argumento de la "paradoja temporal" usada por aquellos que se oponen al consenso de que las aves evolucionaron de los dinosaurios.
En 2019, Hesperornithoides fue situado en la familia Troodontidae en una posición relativamente basal, en un clado que incluye a Daliansaurus, Xixiasaurus y Sinusonasus, como se muestra en el cladograma a continuación:

|  | Hesperornithoides                                           |
|  |                                                             |
|  | \| \| Xixiasaurus \| \| \| \| \| \| Sinusonasus \| \| \| \| |
|  |                                                             |
|  | Xixiasaurus                                                 |
|  |                                                             |
|  | Sinusonasus                                                 |
|  |                                                             |

|  | Xixiasaurus |
|  |             |
|  | Sinusonasus |
|  |             |

|  | Hesperornithoides                                           |
|  |                                                             |
|  | \| \| Xixiasaurus \| \| \| \| \| \| Sinusonasus \| \| \| \| |
|  |                                                             |
|  | Xixiasaurus                                                 |
|  |                                                             |
|  | Sinusonasus                                                 |
|  |                                                             |

|  | Xixiasaurus |
|  |             |
|  | Sinusonasus |
|  |             |

|  | Hesperornithoides                                           |
|  |                                                             |
|  | \| \| Xixiasaurus \| \| \| \| \| \| Sinusonasus \| \| \| \| |
|  |                                                             |
|  | Xixiasaurus                                                 |
|  |                                                             |
|  | Sinusonasus                                                 |
|  |                                                             |

|  | Xixiasaurus |
|  |             |
|  | Sinusonasus |
|  |             |

|  | Hesperornithoides                                           |
|  |                                                             |
|  | \| \| Xixiasaurus \| \| \| \| \| \| Sinusonasus \| \| \| \| |
|  |                                                             |
|  | Xixiasaurus                                                 |
|  |                                                             |
|  | Sinusonasus                                                 |
|  |                                                             |

|  | Xixiasaurus |
|  |             |
|  | Sinusonasus |
|  |             |

|  | Hesperornithoides                                           |
|  |                                                             |
|  | \| \| Xixiasaurus \| \| \| \| \| \| Sinusonasus \| \| \| \| |
|  |                                                             |
|  | Xixiasaurus                                                 |
|  |                                                             |
|  | Sinusonasus                                                 |
|  |                                                             |

|  | Xixiasaurus |
|  |             |
|  | Sinusonasus |
|  |             |

|  | Hesperornithoides                                           |
|  |                                                             |
|  | \| \| Xixiasaurus \| \| \| \| \| \| Sinusonasus \| \| \| \| |
|  |                                                             |
|  | Xixiasaurus                                                 |
|  |                                                             |
|  | Sinusonasus                                                 |
|  |                                                             |

|  | Xixiasaurus |
|  |             |
|  | Sinusonasus |
|  |             |

|  | Hesperornithoides                                           |
|  |                                                             |
|  | \| \| Xixiasaurus \| \| \| \| \| \| Sinusonasus \| \| \| \| |
|  |                                                             |
|  | Xixiasaurus                                                 |
|  |                                                             |
|  | Sinusonasus                                                 |
|  |                                                             |

|  | Xixiasaurus |
|  |             |
|  | Sinusonasus |
|  |             |

|  | Hesperornithoides                                           |
|  |                                                             |
|  | \| \| Xixiasaurus \| \| \| \| \| \| Sinusonasus \| \| \| \| |
|  |                                                             |
|  | Xixiasaurus                                                 |
|  |                                                             |
|  | Sinusonasus                                                 |
|  |                                                             |

|  | Xixiasaurus |
|  |             |
|  | Sinusonasus |
|  |             |

|  | Hesperornithoides                                           |
|  |                                                             |
|  | \| \| Xixiasaurus \| \| \| \| \| \| Sinusonasus \| \| \| \| |
|  |                                                             |
|  | Xixiasaurus                                                 |
|  |                                                             |
|  | Sinusonasus                                                 |
|  |                                                             |

|  | Xixiasaurus |
|  |             |
|  | Sinusonasus |
|  |             |

|  | Hesperornithoides                                           |
|  |                                                             |
|  | \| \| Xixiasaurus \| \| \| \| \| \| Sinusonasus \| \| \| \| |
|  |                                                             |
|  | Xixiasaurus                                                 |
|  |                                                             |
|  | Sinusonasus                                                 |
|  |                                                             |

|  | Xixiasaurus |
|  |             |
|  | Sinusonasus |
|  |             |

|  | Hesperornithoides                                           |
|  |                                                             |
|  | \| \| Xixiasaurus \| \| \| \| \| \| Sinusonasus \| \| \| \| |
|  |                                                             |
|  | Xixiasaurus                                                 |
|  |                                                             |
|  | Sinusonasus                                                 |
|  |                                                             |

|  | Xixiasaurus |
|  |             |
|  | Sinusonasus |
|  |             |

|  | Hesperornithoides                                           |
|  |                                                             |
|  | \| \| Xixiasaurus \| \| \| \| \| \| Sinusonasus \| \| \| \| |
|  |                                                             |
|  | Xixiasaurus                                                 |
|  |                                                             |
|  | Sinusonasus                                                 |
|  |                                                             |

|  | Xixiasaurus |
|  |             |
|  | Sinusonasus |
|  |             |

|  | Hesperornithoides                                           |
|  |                                                             |
|  | \| \| Xixiasaurus \| \| \| \| \| \| Sinusonasus \| \| \| \| |
|  |                                                             |
|  | Xixiasaurus                                                 |
|  |                                                             |
|  | Sinusonasus                                                 |
|  |                                                             |

|  | Xixiasaurus |
|  |             |
|  | Sinusonasus |
|  |             |

|  | Hesperornithoides                                           |
|  |                                                             |
|  | \| \| Xixiasaurus \| \| \| \| \| \| Sinusonasus \| \| \| \| |
|  |                                                             |
|  | Xixiasaurus                                                 |
|  |                                                             |
|  | Sinusonasus                                                 |
|  |                                                             |

|  | Xixiasaurus |
|  |             |
|  | Sinusonasus |
|  |             |

|  | Hesperornithoides                                           |
|  |                                                             |
|  | \| \| Xixiasaurus \| \| \| \| \| \| Sinusonasus \| \| \| \| |
|  |                                                             |
|  | Xixiasaurus                                                 |
|  |                                                             |
|  | Sinusonasus                                                 |
|  |                                                             |

|  | Xixiasaurus |
|  |             |
|  | Sinusonasus |
|  |             |

|  | Hesperornithoides                                           |
|  |                                                             |
|  | \| \| Xixiasaurus \| \| \| \| \| \| Sinusonasus \| \| \| \| |
|  |                                                             |
|  | Xixiasaurus                                                 |
|  |                                                             |
|  | Sinusonasus                                                 |
|  |                                                             |

|  | Xixiasaurus |
|  |             |
|  | Sinusonasus |
|  |             |

## Paleobiología

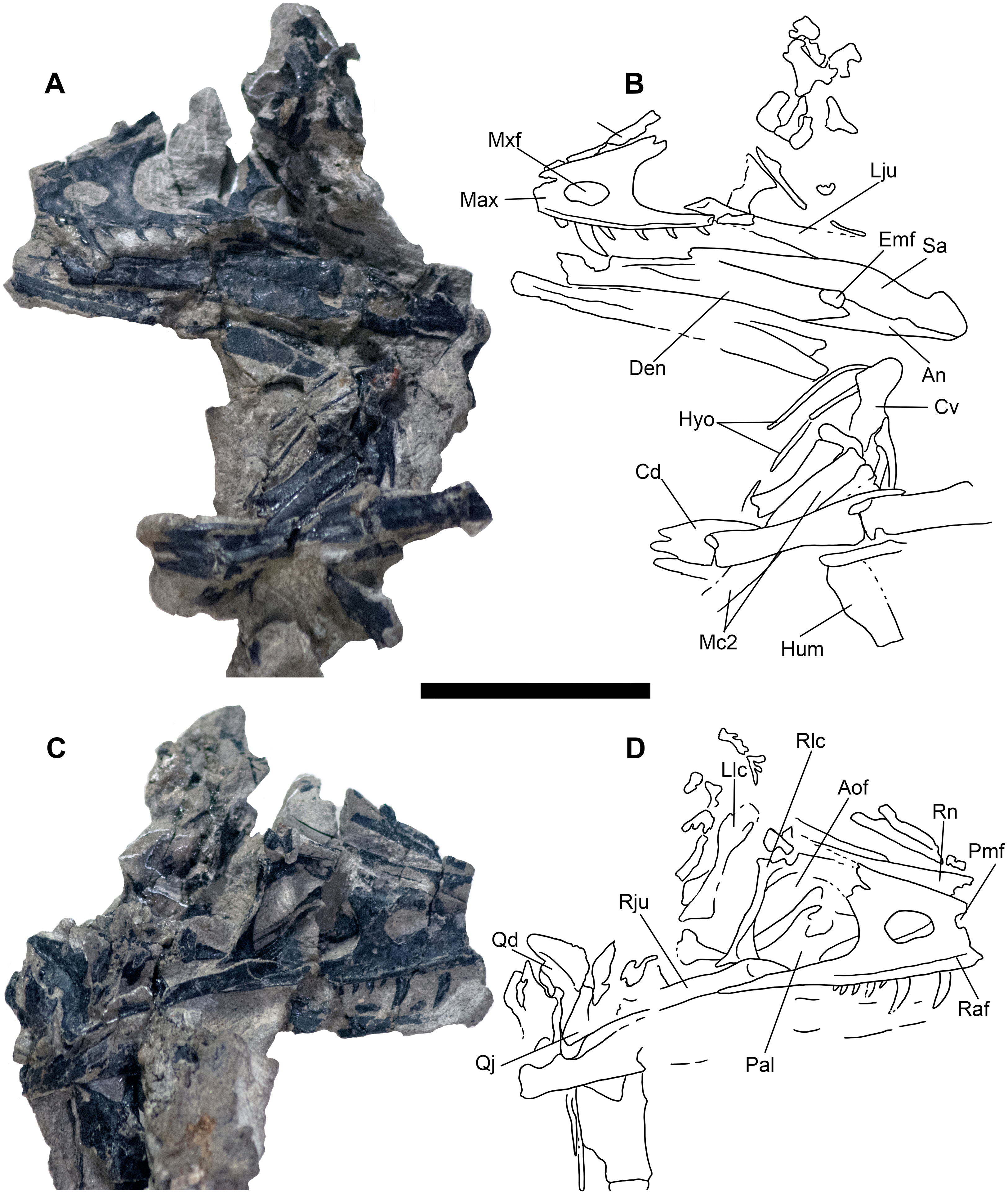
El bloque que contiene el cráneo.

Se han descubierto varias especies de dinosaurios de gran tamaño en la Formación Morrison desde el siglo XIX; Hesperornithoides prueba que la riqueza de especies total de esta área aún está por revelarse. Vivió en un paisaje relativamente abierto y con cursos de agua, con escasas elevaciones y pocos árboles.
Aparte de los Avialae, muchos grupos de paravianos tenían algunos miembros con cierta capacidad de vuelo. Estos ejemplares mostraban adaptaciones para un estilo de vida arborícola, lo que indica que el vuelo se desarrolló en múltiples ocasiones cuando las especies evolucionaban características y comportamientos útiles para trepar árboles u otras superficies verticales, tales como la carrera inclinada asistida por alas (WAIR, por sus siglas en inglés).